# Spring Lake (Florida)
Spring Lake es un lugar designado por el censo ubicado en el condado de Hernando en el estado estadounidense de Florida. En el Censo de 2010 tenía una población de 458 habitantes y una densidad poblacional de 51,3 personas por km².

## Geografía
Spring Lake se encuentra ubicado en las coordenadas 28°29′54″N 82°17′39″O / 28.49833, -82.29417. Según la Oficina del Censo de los Estados Unidos, Spring Lake tiene una superficie total de 8.93 km², de la cual 8.63 km² corresponden a tierra firme y (3.37%) 0.3 km² es agua.

## Demografía
Según el censo de 2010, había 458 personas residiendo en Spring Lake. La densidad de población era de 51,3 hab./km². De los 458 habitantes, Spring Lake estaba compuesto por el 96.94% blancos, el 0.22% eran afroamericanos, el 0.44% eran amerindios, el 1.31% eran asiáticos, el 0% eran isleños del Pacífico, el 0.44% eran de otras razas y el 0.66% pertenecían a dos o más razas. Del total de la población el 6.33% eran hispanos o latinos de cualquier raza.